# Oskar Obier
Oskar (Friedrich Heinrich) Obier (* 23. August 1876 in Militsch/Schlesien; † 8. August 1952 in Stuttgart), mit Künstlername Oscar Obier, war ein deutscher spätimpressionistischer Maler der Stuttgarter Schule von Reiniger und Pleuer. Er schuf Ölbilder nach Werken alter Meister, Porträts, Landschaftsbilder und Elfenbeinmalerei in Miniaturformat.

## Biografie
Obier fand im Schulalter zur Malerei. Er wurde im Konfirmandenunterricht vom Superintendenten Daechsel entdeckt und vom Militscher Grafen und Kunstmäzen Andreas von Maltzan gefördert.
1896 begann Obier das Studium an der Königlichen Kunst- und Gewerbeschule in Breslau bei Eduard Kaempffer. 1899 belegte er an der Akademie der Bildenden Künste in München zuerst die Malschule von Carl von Marr und wurde anschließend von Ludwig von Herterich ausgebildet. 1902 und 1903 unternahm er eine Studienreise nach Italien, insbesondere nach Florenz. 1904 setzte er sein Studium an der Kunstakademie Stuttgart unter Robert von Haug (1857–1922) fort und beendete es 1908. Seit 1906 lebte und arbeitete Obier in Stuttgart.
Früh entstanden Ölgemälde seiner Heimat Militsch. Seine Werke wurden in Breslau ausgestellt. Während seines Studiums begann Obier, sich intensiv mit alten Meistern zu beschäftigen, u. a. mit Rembrandt, Rubens und Velasquez. 1906 entstand nach mehreren Vorstudien das bedeutende Triptychon „Die große Anatomiestunde“, heute im Kunstmuseum Stuttgart. In dieser Zeit entstanden zahlreiche Porträts, Kohle-, -Feder-, Bleistiftzeichnungen und Radierungen.
1909 veranstaltete der Württembergische Kunstverein Stuttgart eine erste Ausstellung des Künstlers. Das 1912 entstandene Ölgemälde „Das Modell“ machten Kunstfreunde in den Ländern am Rhein dem Hessischen Landesmuseum Darmstadt zum Geschenk. 1912 heiratete Obier die Kasseler Kinderbuchautorin und Sängerin Friederike Goßmann. Sein einziges Kind wurde 1915 geboren. Nach Rückkehr aus dem Krieg 1918 ließ er sich scheiden. 1913 nahm er an der „Großen Kunstausstellung Stuttgart“ anlässlich der Einweihung des neuen Kunstgebäudes des Stuttgarter Künstlerbundes teil und fand in Kunstbüchern von Julius Baum und Wilhelm Schäfer Erwähnung.
Erstmals beschäftigte sich der Künstler 1921 mit der Elfenbein–Miniaturmalerei, einer mit Lupe zu erledigenden Aquarellmalerei, bei der dünne, zumeist oval geformte Elfenbeinplättchen als Bildträger dienen.
Zu Märchen (Manfred Kyber, Die drei Lichter der kleinen Veronika) und Erzählungen (B. Ris, Herbstzeitlose) entstanden ab 1929 „farbige Illustrationsgedanken“, zarte Aquarell–Serien.
Obier war Mitglied im Deutschen Künstlerbund. Er nahm regelmäßig an Kunstausstellungen im Stuttgarter Raum teil. Viele seiner Gemälde wurden an Stuttgarter Museen verkauft. Er wurde Mitglied im Württembergischen Kunstverein Stuttgart, im Ausstellerverband Künstlerbund Stuttgart und im Verband Bildender Künstler Württemberg.
Nach 1944 lebte er in Heumaden und Sillenbuch, wo er 1952 nach längerer Krankheit starb.

## Werke (Auswahl)
- 1900, „Blick auf den Staffelsee“, Öl/Leinwand, Privatbesitz
- 1902, „Selbst – Tirol. Eppan-Girlan“, Öl/Leinwand
- 1905, „Der alte Schneidermeister“, Öl/Leinwand, Kunstmuseum Stuttgart
- 1905, „Josephine Bock. Seemos – Bodensee“, Federzeichnung
- 1906, „Die große Anatomiestunde“, Triptychon, Öl/Leinwand, Kunstmuseum Stuttgart
- 1906, „Junges Mädchen (Frl. Weller)“, Federzeichnung
- 1908, „Selbst vor der Staffelei“, Bleistiftzeichnung, Privatbesitz
- 1909, „Der Phantast“, Öl/Leinwand, Kunstmuseum Stuttgart
- 1909, „Isaaks Opferung“, Öl/Leinwand
- 1911, „Das Modell“, Öl/Leinwand, Hessisches Landesmuseum Darmstadt
- 1913, „Die Engländerin“, Federzeichnung, Privatbesitz
- 1913, „Friederike mit Strohhut“, Öl/Leinwand
- 1920, „Bildnis der Mutter“, Öl/Leinwand, Privatbesitz
- 1921, „Mein Töchterchen mit 7 Jahren“, Miniatur auf Elfenbein
- 1929, „Krasper – Ferner“, Kohlezeichnung, Staatsgalerie Stuttgart Graph. Sammlung
- 1930, „Die kleine Anatomiestunde“, Öl/Leinwand, Staatsgalerie Stuttgart
- 1930, „Wilhelm Blos (Staatspräsident a.D.)“, Öl/Leinwand, Staatsgalerie Stuttgart/Villa Reitzenstein
- 1931, „Die drei Lichter der kleinen Veronika“, 16 Aquarelle (nach dem gleichnamigen Roman von M. Kyber), z. T. Privatbesitz, z. T. Kunstmuseum Stuttgart
- 1931, „Die Herbstzeitlose“, 5 Aquarelle (nach der Erzählung von B. Ris, Die Herbstzeitlose), Privatbesitz
- 1931, „Junges Mädchen im gelben Kleid“, Öl/Leinwand, Privatbesitz
- 1933, „Frühling am Bodensee (Überlinger See)“, Öl/Leinwand, Privatbesitz
- 1934, „Besonntes Haus“, Aquarell, Privatbesitz
- 1937, „Selbstbildnis“, Öl/Leinwand, Privatbesitz
- 1939, „Stilleben Pfirsiche“, Öl/Leinwand, Kunstmuseum Stuttgart
- 1939, „Mozart – Trio“, Öl/Leinwand, Privatbesitz
- 1940, „Hornschuch“, Miniatur auf Elfenbein
- 1941, „Der Netzflicker“, Öl/Leinwand, Kunstmuseum Stuttgart
- 1946, „Die Gundel“, Rötelzeichnung, Privatbesitz
- 1948, „Herbstbäume“, Aquarell, Privatbesitz
- 1949, „Meine Zimmerecke“, Öl/Leinwand, Privatbesitz
- 1949, „Mondschein“, Aquarell, Privatbesitz
- o. J., „In den Voralpen bei Mondschein“, Öl/Leinwand, Kunstmuseum Stuttgart
- o. J., „Magnolienblüte in der Wilhelma“, Öl/Leinwand, Privatbesitz

## Ausstellungen
Einzelausstellungen
- 1909 Oskar Obier Württ. Kunstverein Stuttgart
- 1915 „Christoph H. Drexel und Oskar Obier“ Folkwang Museum Essen

Beteiligung an wichtigen Ausstellungen
- 1913 Große Kunstausstellung Stuttgart zur Einweihung des Kunstgebäudes des Stuttgarter Künstlerbundes
- 1914 Kunstausstellung des Württ. Kunstvereins Stuttgart
- 1914 Internationale Ausstellung in der Kunsthalle Bremen 1914 (1. Februar bis 31. März 1914)
- 1927 Jubiläumsausstellung des Württ. Kunstvereins Stuttgart anlässlich seines hundertjährigen Bestehens
- 1932 Ausstellung Stuttgarter Künstlerbund
- 1938 Schlesische Kunstausstellung des Württ. Kunstvereins Stuttgart
- 1948 Weihnachtsausstellung Württ. Kunstverein Stuttgart
- 1949 Ausstellerverband Künstlerbund Stuttgart
- 1949 Ausstellung Württ. Kunstverein Stuttgart
- 1949, 1950, 1951 Wanderausstellungen Verband bild. Künstler Stuttgart
- 2009 Drei. Das Triptychon in der Moderne. Kunstmuseum Stuttgart
- 2015 Die Schärfe der Bilder. Die Radierung im Umkreis der Stuttgarter Akademie. Städt. Galerie Bietigheim-Bissingen